# Camaleño
Camaleño è un comune spagnolo di 1.113 abitanti situato nella comarca di Liébana nella parte più occidentale della comunità autonoma della Cantabria.

## Storia
Secondo gli studiosi i diversi ritrovamenti archeologici permettono di affermare che la presenza umana nel territorio risale a 9000 anni fa.
Nell'Alto Medioevo le località della zona furono teatro prima del contenimento dell'invasione musulmana e poi dell'inizio della riconquista del territorio. Secondo la cronaca di Alfonso III a Cosgaya si riunirono gli Arabi superstiti della famosa sconfitta subita a Covadonga nel 722 ad opera delle truppe guidate dal mitico Pelagio, considerato episodio iniziale della fine della dominazione araba. È inoltre tradizione leggendaria che nel territorio di Camaleño morì ucciso da un orso il re asturiano Favila.

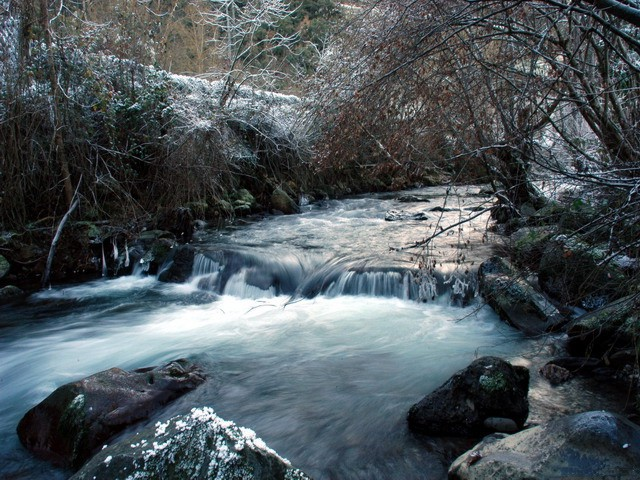
Il fiume Deva a Camaleño

Il Duero fu per un certo tempo il confine del territorio in mano ai Musulmani e nell'VIII secolo il re delle Asturie Alfonso I ordinò lo spopolamento della relativa valle e il ripopolamento di altri territori con le famiglie costrette a emigrare dalla Valle del Duero; fra questi ci fu anche il territorio di Valdebaró che per la maggior parte apparteneva al Monastero di Santo Toribio de Liébana. Il massimo potere di questo monastero fu raggiunto nel X secolo, poi vi fu la decadenza e nel 1183 il monastero di Liébana fu annesso a quello di Oria con tutti i suoi domini.
La decadenza del potere monastico nel XII secolo coincise con il nascere del potere civile nobiliare. A metà del XIV secolo Alfonso XI assegnò in signoria delle terre di Liébana, Pernía e Campoo al figlio naturale Tello di Castiglia (1337-1370) e Valdebaró fu sottomessa alla giurisdizione del marchese di Santillana.
Nel 1835, con la riforma amministrativa della Spagna, Valdebaró conservò la sua individualità unendo i vari paesi componenti in un unico comune che assunse il nome di Camaleño, il maggiore di questi paesi dove fu posta la sede del municipio. La crescita del turismo di massa durante il secolo scorso trasformò poi radicalmente l'economia della zona per secoli rimasta legata ad un'agricoltura di sussistenza in una moderna economia di servizi.

### Simboli
Lo stemma venne approvato nella seduta del giunta comunale del 28 novembre 1996. Si è voluto rappresentare il Lignum Crucis, reliquia conservata nel monastero di Santo Toribio de Liébana. La Real Academia de la Historia diede parere favorevola ma richiese che la croce venisse rappresentata senza i dettagli che la caratterizzano, con bordi lisci, come le croci asturiane, e con l'innesto alla base per fissarla. 
Lo stemma definitivo è stato adottato  dal Comune il 5 marzo 1998 e autorizzato dal Consejo de Gobierno de Cantabria il 2 luglio 1998.

## Monumenti e luoghi d'interesse
- Monastero di Santo Toribio de Liébana. È certamente il principale monumento di Camaleño. Secondo la tradizione fu fondato nel VI secolo dal vescovo di Palencia di nome Turibio con alcuni monaci. Un'altra versione attribuisce la fondazione nel V secolo all'arcivescovo san Turibio di Astorga. Di certo si sa che il monastero iniziò la sua attività durante il regno di Alfonso I delle Asturie, tra il 739 e il 757, con il patrocinio di Martino di Tours e con la traslazione del corpo di san Turibio di Astorga e della reliquia del Legnum Crucis, cioè di un frammento di legno della croce di Cristo che il Santo aveva portato da Gerusalemme. La prima citazione scritta dell'esistenza del monastero risale all'anno 825. La chiesa, costruzione gotica del 1256, è stata rifatta negli anni dal 1957 al 1961.
- Ermitas, cioè numerose chiesette o santuari che si trovano su tutto il territorio, la maggior parte delle quali è dei secoli XVIII, XIX e XX; preromanica è l'Ermita de Enterria.
- Parroquias, chiese parrocchiali nei vari paesi e quartieri, come Santa Eugenia del secolo XVII, e quelle di Tanarrio del XIII secolo, di Claves del XVII, di Areňos del XVI, di Magroviejo dei secoli XVI-XVII, di San Adrián de Arguebane del XVI secolo, di San Ciprian del XIII, di Pembes del XX e di San Aciscio del XVI. Da notare nella località di Espinama la Parroquia Vieja del XVII secolo e la Iglesia Nueva del 1968 e nel capoluogo la Iglesia de Asunción del XVI secolo.

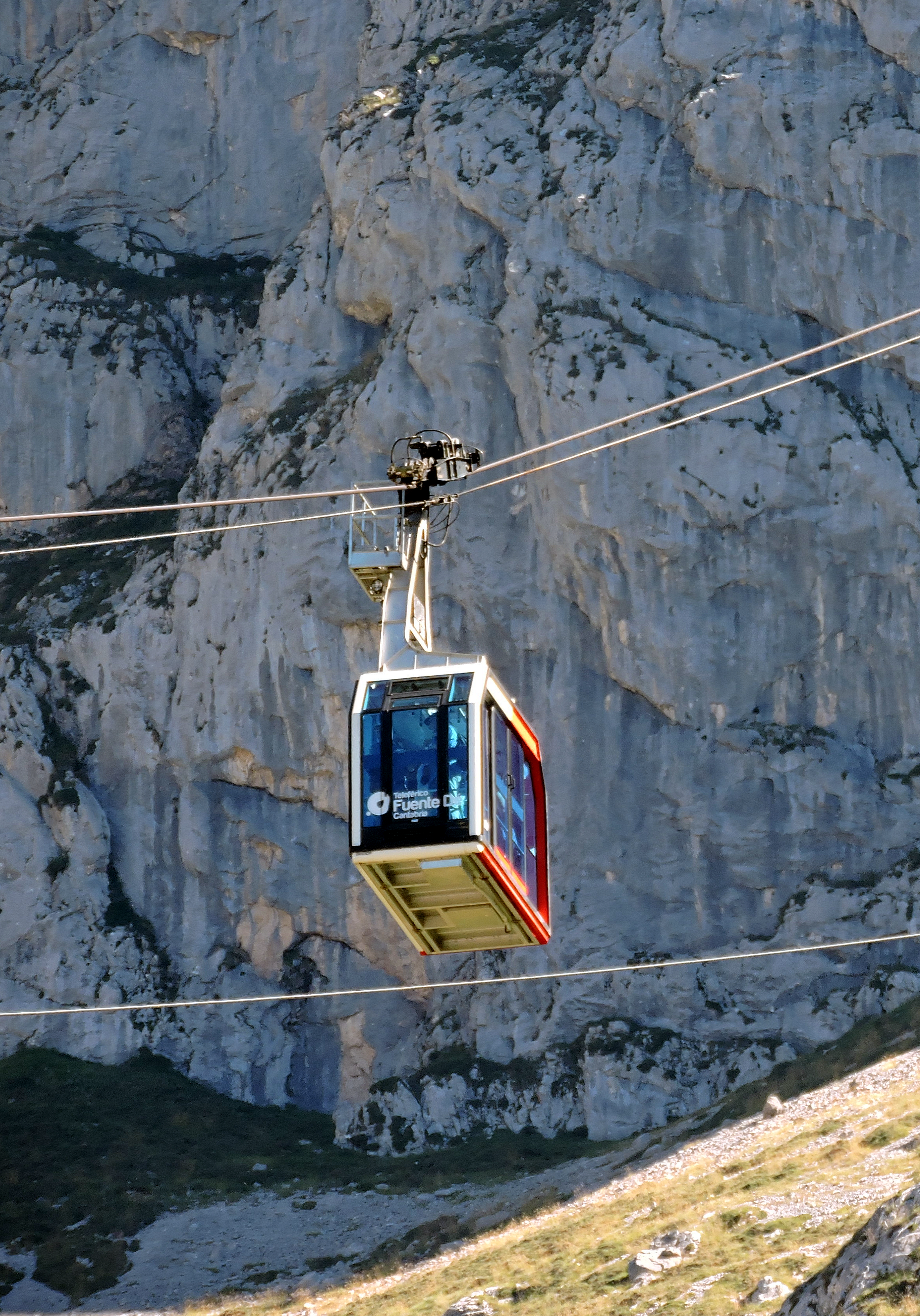
Cabinovia del Fuente De

- Torre de Mogroviejo del XIII secolo
- Il complesso di case tipiche di montagna che l'attorniano dichiarati Bien de Interés Cultural, le Casonas señoriales nei centri di Cosgaya, Espinama e Turieno.
- Hórreos, magazzini rurali utilizzati in comunione da diverse persone per ricoverare e conservare i propri prodotti agricoli, presenti su tutto il territorio e caratteristica del paesaggio. L'horreo della comarca di Liébana è diverso da quelli tipici delle Asturie e della Galizia, è di pianta rettangolare, sorge su un'altura a cui si accede con una scala di pietra ed è sorretto da quattro tronchi di rovere sui quali poggia il tetto costituito da pietre di fiume, tutta la struttura è in legno. Si differenzia dagli horreos delle altre regioni perché il tetto è a quattro spioventi a differenza degli altri a volte parzialmente interrati i cui tetti sono ad una sola o a due falde.
- Parco nazionale dei Picos de Europa con le sue alte montagne ricoperte di neve nella stagione invernale. In particolare molto interessante e attrezzato per il turismo è Fuente De uno dei luoghi emblematici della Cantabria, posto ai piedi dei Picos de Europa, dove vi sono le sorgenti del fiume Deva. Prati verdi, ristoranti, camping e l'importante Parador Nacional de Turismo de Rio Deva, albergo della catena statale di alberghi, accolgono i turisti. Una teleferica sale da qui ai 1847 metri del Mirador del Cable, piazzola da dove si può ammirare uno splendido e unico panorama delle cime, dei precipizi e delle profonde verdi vallate.

## Geografia antropica
Camaleño è formata da 33 piccoli nuclei abitativi, compreso il paese di Camaleño, capoluogo e sede del municipio distante 125 km da Santander. Anticamente il suo territorio formava la Valdebaró e, con la riforma amministrativa della Spagna del 1835, i vari borghi furono uniti in un solo comune di notevole estensione ma di bassa densità abitativa che assunse il nome attuale. Il territorio comunale è quello caratteristico dei comuni di montagna, con altitudini varie che in alcuni punti superano i 2000 metri ed è in parte compreso entro il Parco Nazionale dei Picos de Europa; è attraversato dal fiume Deva.
Il parco nazionale, che comprende territori delle tre comunità autonome di Castiglia e León, Asturie e Cantabria, è stato istituito nel 1994 per tutelare l'ambiente della più grande formazione calcarea montana dell'Europa Atlantica con cime che superano i 2500 metri, estesi processi carsici, erosione glaciale notevole e presenza di laghi.

### Frazioni
- Areños, 53 ab.[2]
- Argüébanes, 46 ab.
- Bárcena, 18 ab.
- Baró, 12 ab.
- Beares, 4 ab.
- Besoy, 8 ab.
- Bodia, 10 ab.
- Brez, 36 ab.
- Camaleño (capoluogo), 46 ab.
- Congarna, 15 ab.
- Cosgaya, 53 ab.

- Enterría, 0 ab.
- Espinama, 128 ab.
- La Frecha, 26 ab.
- Fuente Dé, 7 ab.
- Las Ilces, 12 ab.
- Lon, 69 hab.
- Los Llanos, 26 ab.
- Llaves, 29 ab.
- Mieses, 36 ab.
- Mogrovejo, 46 ab.
- La Molina, 18 ab.

- Pembes, 68 ab.
- Pido, 127 ab.
- Quintana, 8 ab.
- Redo, 14 ab.
- San Pelayo, 21 ab.
- Santo Toribio, 3 ab.
- Sebrango, 10 ab.
- Tanarrio, 30 ab.
- Treviño, 10 ab.
- Turieno, 98 ab.
- Vallejo, 6 ab.

## Economia
L'economia di Camaleño, tradizionalmente basata sulla coltivazione delle patate, dei legumi, della vite alle quote più basse e sull'allevamento del bestiame vaccino nei pascolo, oggi è sostenuta soprattutto dal turismo. I lavoratori del settore dei servizi prevalentemente turistici rappresentano infatti il 53,1% del totale rispetto al 30,6% degli occupati nel settore primario (agricoltura e allevamento del bestiame) e al 6,2% dell'industria e artigianato, che si dedicano principalmente alla produzione del formaggio a denominazione d'origine, all'edilizia e alla distillazione delle vinacce per la produzione di una grappa tipica del territorio.

## Feste
Oltre alle feste patronali delle diverse parrocchie, di singolare aspetto religioso e folcloristico che vede la partecipazione di tutti i centri abitati del comune è la cosiddetta Vez de San Toribio. Due persone per ogni paese vanno a pregare al Monastero di San Toribio in un giorno determinato della settimana, secondo turni prestabiliti. Anticamente partendo digiune a mezzanotte dai rispettivi villaggi le due persone camminavano di notte a piedi scalzi fino a raggiungere il monastero alle prime ore del mattino, attualmente la tradizione è rimasta per un solo venerdì a turno concordato fra il monastero e i villaggi.
Si conclude invece secondo la tradizione spagnola con una festa, la Romeria a la Virgen de la Salud, pellegrinaggio del 2 luglio alla Ermita de la Virgen de la Salud posta nelle praterie di Aliva a 1500 metri di altitudine. Dopo la celebrazione della messa solenne, la processione attorno al santuario e la colazione campestre, si svolgono gare di corsa a cavallo e a piedi e altre manifestazioni ludiche, canti e balli. I pellegrini poi si recano nella località di Espinama a qualche chilometro di distanza dove il pellegrinaggio si conclude con la verbena cioè con una festa notturna.